# ニホンミツバチ
ニホンミツバチ（学名: Apis cerana japonica, 英語: Japanese honeybee）は日本に生息するトウヨウミツバチの亜種。従来、ニホンミツバチの祖先は、ミトコンドリアDNA解析から、朝鮮半島から対馬を経由して日本へ渡り、約2万年前、海面上昇による日本・対馬と朝鮮半島の分断と同時期に日本と朝鮮半島産ミツバチの遺伝的分化が生じたと考えられてきた。しかし、上の自然分布説は、分子時計仮説の適用に問題がある他、そもそも最終氷期の最寒冷期においてさえ朝鮮半島と対馬は陸橋でつながっていなかったこと、仮につながっていた場合ミツバチの南下が対馬で止まったことを合理的に説明できないことなどの問題点が指摘されている。
現在は古文献・古記録の綿密な調査分析から、ニホンミツバチの祖先は文禄・慶長の役の際に、紀州の尾呂志孫次郎や薩摩・大隅の島津義弘によって朝鮮人養蜂技術者とともに朝鮮半島から持ち帰られたものだとする人為導入説が有力に唱えられている。
日本書紀を除き、朝鮮出兵以前の文献に「蜜蜂」と記されていた生物はマルハナバチやクマバチだったことが明らかにされる一方、ミツバチについての記述が見当たらないこと、大和言葉に蜜を意味する語が存在しないことなどから、そもそも日本にミツバチは分布していなかったと考えられ、そのため現在の研究者は、家畜のセイヨウミツバチとの対比でニホンミツバチを紹介する際には「野生種, wild」という表現を用い、「在来種, native」という表現は避ける傾向にある。。
現在では、野生捕食者の不在を受け、都市部への分布拡大が見られている。
ニホンミツバチはトウヨウミツバチで一般的なジャワミツバチヘギイタダニに対し強い抵抗性を有する。異常気象にも適応し、飛行距離が長く、またセイヨウミツバチより人を刺しにくい傾向が見られる。
ニホンミツバチはキンリョウヘンの放出する信号物質3-ヒドロキシオクタン酸を認識する。

## 養蜂

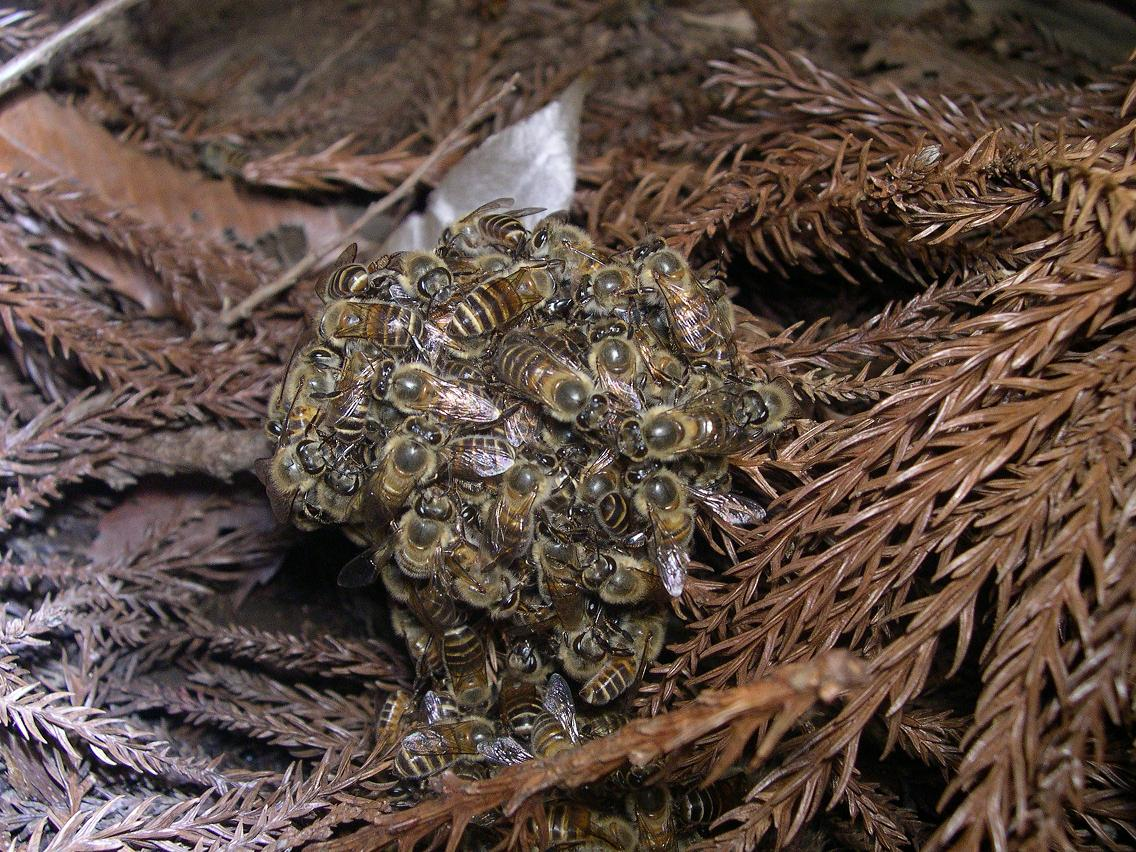
2匹のキイロスズメバチを取り囲むニホンミツバチの蜂球。囲まれたスズメバチは高温によって死亡する。

日本の養蜂家はセイヨウミツバチの高い生産性に惹かれ、同種を日本に導入しようと試みた。しかしながら、セイヨウミツバチはオオスズメバチに対し抵抗する術を持たないため、スズメバチによってコロニーが破壊されてしまう。オオスズメバチとともに進化してきたニホンミツバチはスズメバチに対する抵抗戦略を多く有しており、それゆえ日本国内で養蜂に利用される。

## 巣
10から15リットル程度の空洞にしばしば不規則な蜂房が形成される。新しい巣に移る前、古い巣を解体する。セイヨウミツバチでは働き蜂が時に5万匹に達する一方、ニホンミツバチのコロニーでは最大で6,000から7,000匹程度となる。

## 送粉
ニホンミツバチは絶滅危惧種のランであるカンランおよびシュンランの送粉を担う。両種はハチが集める蜜を持たず、代わりにフェロモンを放出してハチをおびき寄せ、送粉の役割を担わせる。

## ダンス
他の多くのミツバチと同様、ニホンミツバチはダンスで仲間に「有効な花」の場所を知らせる。しかし他種とは異なり、ダンスによってプロポリスの位置を伝えることはない。
ニホンミツバチは巣がスズメバチや他の競合種に偵察された際、短いダンスでそれを伝えるとともに巣に植物生体液を塗り付けて防御態勢をとる。

## 防御行動
スズメバチまたは他種のミツバチが巣を偵察し、フェロモンを塗り付けている場合、ダンス行動をとりつつ巣の入り口に植物物質を塗り付ける。ダンス行動によって緊急事態だと告げられると、ミツバチは近くから植物を集める。この際植物の質感、色、部位は問われない。その後ハチは巣の入り口に行き、集めた植物を噛んで植物生体液を入り口に塗り付ける。
ニホンミツバチは、スズメバチ相手に他のミツバチでは見られない特異的な防御行動を見せる。オオスズメバチは散発的な抵抗を見せるミツバチのコロニーを容易に粉砕し得るのに対し、ニホンミツバチは効果的な対抗戦略を持つ。
スズメバチが巣に侵入すると、数百匹のミツバチが球状に取り囲み、外部と完全に遮断することで効果的に対処できないようにする。ミツバチは巣が寒い時と同じように飛翔筋を動かす。これによって温度が致命的な46℃に達する。ミツバチの奮闘によって二酸化炭素（CO2）濃度も同時に上昇する。高CO2条件下で、ミツバチは50℃まで生存可能だが、スズメバチは46℃で絶命してしまう。何匹かのミツバチはスズメバチと共に死んでしまう（特に針を用いた場合）が、斥候を殺すことで巣全体を破滅させるような増援の到来を防ぐ。
オオスズメバチがニホンミツバチの巣に侵入しうるという仮説は一般的に受け入れられているが、最近の研究ではニホンミツバチとオオスズメバチは、実際には捕食者と被食者の「かくれんぼ」関係にあることが示唆されている。ツマアカスズメバチ、ツマグロスズメバチ、キイロスズメバチ、オオスズメバチといった天敵のスズメバチが巣入口に近づくにつれミツバチの羽ばたきはより大きく力強くなり、たいていの場合羽音を聞いたスズメバチは逃げ去るという観察結果はこの考えを支持している。スズメバチが更に接近する場合はミツバチ側も羽ばたきを速め、警告を強める。スズメバチが巣に侵入するとミツバチは羽ばたきをさらに強め、蜂球を形成して体温を上昇させる。